# Warren Worthington III
Warren Kenneth Worthington III é um super-herói mutante do universo Marvel criado pelo escritor Stan Lee e o desenhista/coescritor Jack Kirby em 1963. Um dos seis X-Men originais sob o codinome Anjo, originado de sua mutação que o fez nascer com asas, mais tarde também se tornou conhecido como Arcanjo após ser mudado para uma personalidade mais sombria, que inclusive trocou suas asas orgânicas por versões metálicas. Além dos X-Men, Warren fez parte de equipes como X-Factor, Defensores e Campeões.

## Histórico de publicação
Introduzido com os X-Men em setembro de 1963, Anjo foi definido por Stan Lee como rico e pretensioso, sendo voador porque nenhum outro personagem da Marvel tinha asas. Nos anos 70 ele e seu amigo Homem de Gelo saíram dos X-Men e formaram uma nova equipe, Os Campeões. O escritor Tony Isabella queria um título apenas com os dois mutantes viajando, inspirado no seriado Rota 66, mas a Marvel o fez transformar em um time completo de cinco pessoas.
Anjo acabaria voltando aos X-Men, antes de se tornar líder dos Defensores - que incluíam Homem de Gelo e Fera, nos últimos três anos do título original, de 1983 a 1986, e estrelar o título X-Factor. Durante o título Anjo foi retrabalhado pela escritora Louise Simonson e pelo artista Walt Simonson, que achavam que Anjo era perfeito demais - rico, bonito e adorado por mulheres - e defasado com a ascensão de super-heróis mais poderosos. Anjo foi dado como morto após perder as asas, mas ressurgiria em 1988 como Arcanjo, com pele azul, asas metálicas que atiravam lâminas e um uniforme novo.

## Biografia fictícia
Nativo de Centerport, Nova York, Warren Worthington III era filho de um rico industrial, e enquanto estudava na seletiva Phillips Exeter Academy, descobriu sua mutação quando grandes asas começaram a nascer em seus ombros. Inicialmente se achou uma aberração, mas logo descobriu que podia usar sua nova habilidade para ajudar pessoas quando seu dormitório pegou fogo, fazendo Warren pegar uma fantasia e salvar seus colegas do incêndio. Warren então se intitulou Anjo Vingador e se tornou um aventureiro viajante antes de ser recrutado pelo Professor Xavier.  Na Escola para Jovens Super Dotados do Professor Xavier ele integrou a primeira formação de X-Men, onde sua personalidade presunçosa o fazia entrar em conflito com os colegas. Warren se apaixonou pela colega Jean Grey, mas deixou-a começar um relacionamento com Scott Summers, o Ciclope, só superando seus sentimentos quando arranjou uma namorada, Candy Southern. Warren mais tarde teve de revelar sua mutação publicamente quando seu tio Burt assassinou seu pai, Warren Worthington Jr., e envenenou sua mãe, Kathryn, visando tomar controle da fortuna da família.
Quando os X-Men originais foram presos em Krakoa, a Ilha Viva, o Professor Xavier reuniu novos mutantes para resgatar a equipe anterior. Como os outros originais, Warren se ausentou dos X-Men para dar mais espaço para os novos. Junto com seu amigo Homem de Gelo, integrou Os Campeões, os Novos Defensores e o X-Factor, que incluiu todos os 5 X-Men originais.
Durante uma luta com os Carrascos, as asas de Anjo foram feridas e infectadas, e o seu amigo Cameron Hodge, que na verdade era um ferrenho antimutante, contrariou os pedidos de Warren e ordenou a amputação das asas gangrenadas. Deprimido com sua nova condição, Warren decidiu sair em seu avião particular, que explodiu no ar, levando-o a ser dado como morto. Mas na verdade ele foi transportado antes da destruição por Apocalipse, que queria que Anjo se tornasse seu novo Cavaleiro da Morte. Apocalipse transformou Warren, dando-o pele azul e asas metálicas, e Warren combateu seu antigo time, só abandonando Apocalipse quando acreditou ter matado o Homem de Gelo - na verdade uma escultura de gelo feita pelo mutante para enganar o amigo. Abalado por ter agido como vilão, Warren decide manter-se longe do X-Factor momentaneamente e vai atrás de Candy, descobrindo que ela tinha sido sequestrada por Hodge e seu grupo antimutante. Quando Candy é morta por Hodge Warren decapita-o em retaliação, e então decide que irá voltar ao X-Factor sob a alcunha de Arcanjo.

## Poderes
Warren tem duas grandes asas que o permitem voar a velocidades de até 200 quilômetros por hora, carregar o dobro do seu peso e subir até 8.839 metros de altura. Sua fisiologia humana é diferente para permitir o voo, com ossos mais leves e um baixo índice de gordura corporal, além de olhos que suportam ventos de altas velocidades e pulmões que respiram normalmente em grandes altitudes. As asas metálicas providenciadas por Apocalipse para o Arcanjo podiam realizar feitos ainda maiores e eram feitas de um material similar ao "aço orgânico" de Colossus, com pontas afiadas que as permitem ser usadas como armas, e também podem soltar as lâminas similares a penas como projéteis embebidos em uma toxina paralisante. Mais tarde ele conseguiu reverter suas asas para orgânicas quando houve uma "muda", e Warren consegue fazer uma transição de orgânico para metálico quando necessário - com a segunda também acarretando a coloração azul da pele de Arcanjo. Warren tem um certo fator de cura, demonstrado principalmente quando suas asas crescem de novo. Há uma implicação de que isso vem dele descender de uma raça ancestral similar aos anjos bíblicos, a Cheyarafim. Isso também faz seu sangue, que normalmente é curativo durante transfusões, causar danos ao Noturno, que descende dos Neyaphem, que tem aparência demoníaca

## Em outras mídias

### Desenho animado
- A primeira aparição de Anjo na televisão foi em dois episódios do desenho Homem-Aranha e Seus Amigos, de 1981.
- No desenho X-Men, Anjo vai até um geneticista que encontrou uma cura mutante sem saber que é Mística disfarçada, que o captura e entrega para Apocalipse, que então o transforma no Arcanjo.
- Em X-Men: Evolution, Warren é um milionário que chegou a combater o crime antes de desistir pela atenção negativa trazida por Magneto, mas eventualmente decidiu se unir aos X-Men na sua luta contra Apocalipse.
- Em Wolverine and the X-Men, Warren aparece tanto como Anjo como Arcanjo.

### Filmes
- Em X-Men: O Confronto Final, Warren Worthinton III é interpretado por Ben Foster,[12] com  Cayden Boyd fazendo um Warren criança que tenta cortar suas asas ainda crescendo. O desenvolvimento de uma cura para mutações foi financiada por seu pai após ele descobrir a condição de Warren, porém Warren decide não ser cobaia da cura, e ao invés disso buscar refúgio na Mansão X. Mais tarde ele salva seu pai de ser morto após ser atirado do laboratório da cura em Alcatraz.
- Em X-Men: Apocalipse, uma versão alternativa do Anjo é interpretada por Ben Hardy.[13] Estrela de um ringue de lutas entre mutantes em Berlim, Anjo acaba tendo sua asa esquerda aleijada em combate com o Noturno. Apocalipse o encontra abatido e bêbado, e então o reconstrói com asas metálicas para ser um de seus Cavaleiros. Arcanjo mais tarde combate Noturno no Egito, e é nocauteado quando cai junto com o jato dos X-Men.

### Videogames
- Arcanjo é personagem jogável em X-Men II: Fall of the Mutants, Lego Marvel Super Heroes, Marvel Super Hero Squad Online, Marvel Contest of Champions, Marvel Future Fight, Marvel Puzzle Quest, e Marvel Heroes. Todos menos os dois primeiros também tem o Anjo como jogável.
- Em X-Men Legends II: Rise of Apocalypse, Anjo é capturado por Apocalipse e transformado no Arcanjo, que é um dos chefes do jogo.